# 沃氏半齒脂鯉
沃氏半齒脂鯉，為輻鰭魚綱脂鯉目脂鯉亞目半齒脂鯉科的其一種，分布於南美洲欣古河、索利蒙伊斯河（Solimoes）與波塔羅河流域，體長可達7.1公分，棲息底中層水域，生活習性不明。